# Archirhodomyrtus paitensis
Archirhodomyrtus paitensis là một loài thực vật có hoa trong Họ Đào kim nương. Loài này được (Schltr.) Burret mô tả khoa học đầu tiên năm 1941.